# Thoralf Strømstad
Thoralf Strømstad (n. 13 ianuarie 1897, Comuna Bærum, Akershus, Norvegia – d. 10 ianuarie 1984, Oslo, Norvegia) a fost un schior de fond ce a reprezentat Norvegia, medaliat olimpic. A participat la o ediție a Jocurilor Olimpice (1924) în care a câștigat două medalii de argint.